# Arthur Willibald Königsheim

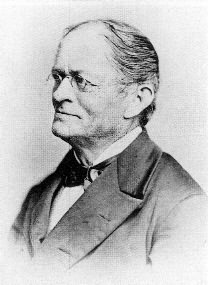
Arthur Willibald Königsheim,
aufgenommen von James Aurig

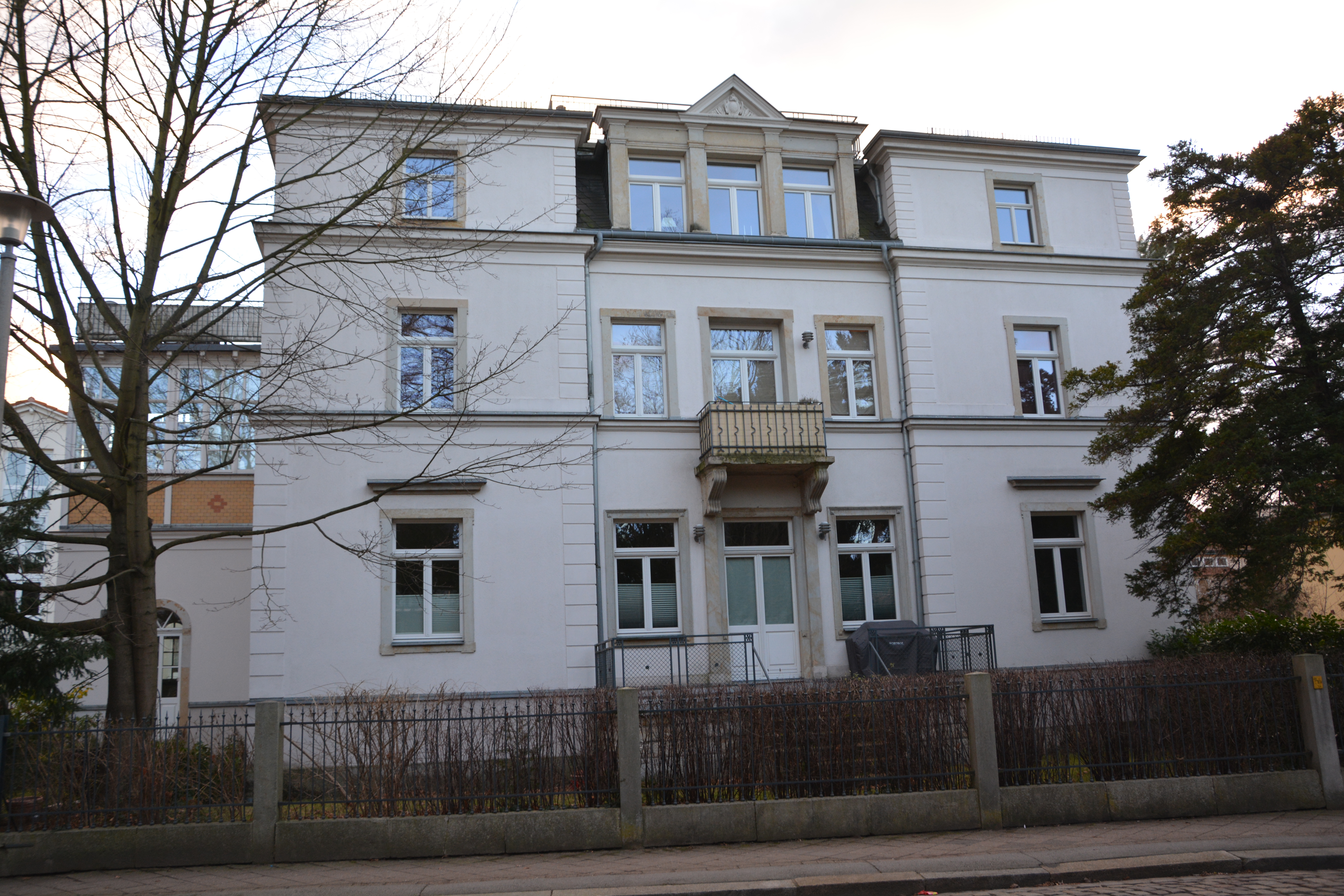
Wohnhaus, Goetheallee 4

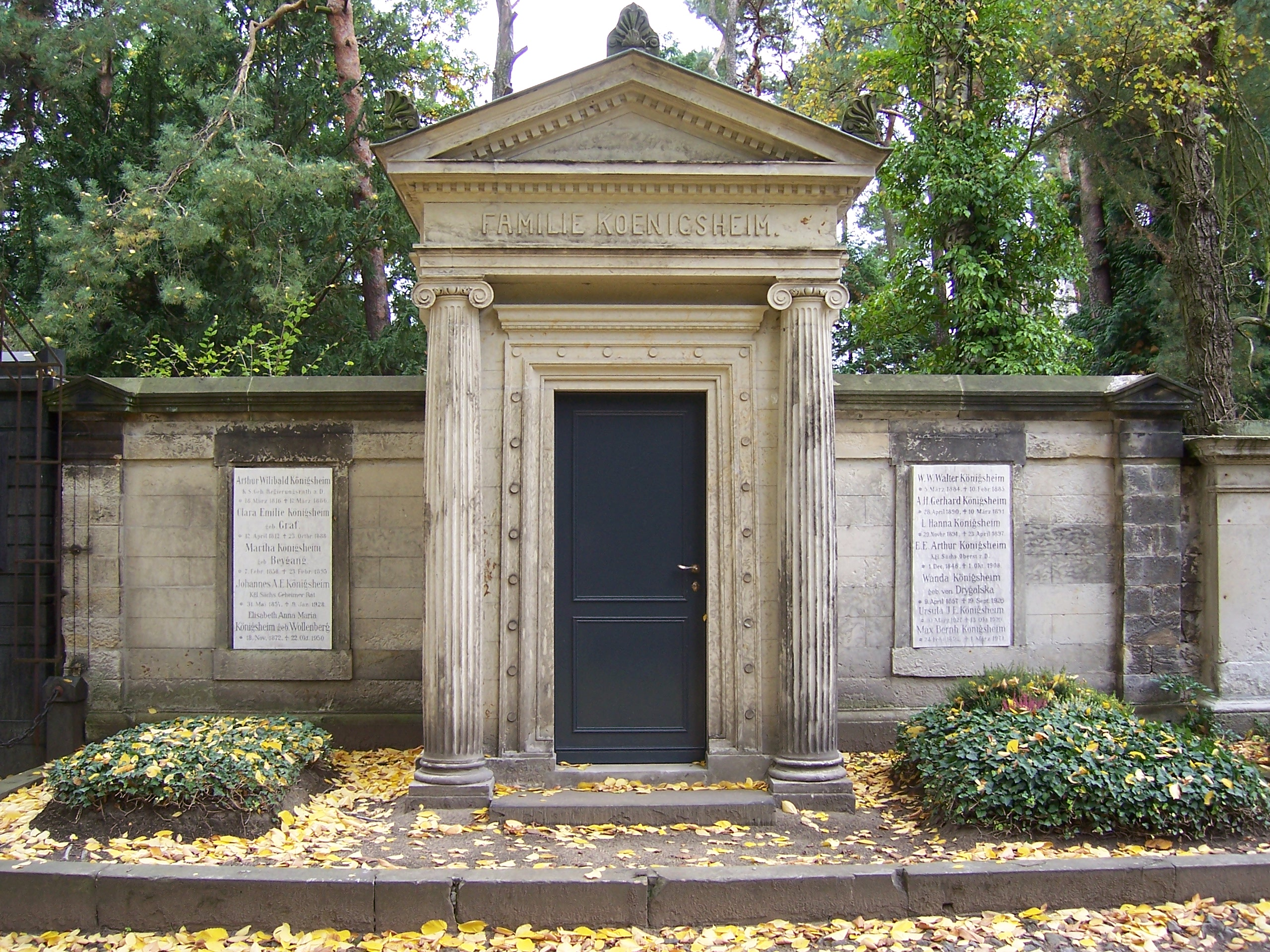
Familiengrab auf dem Johannisfriedhof, unmittelbar rechts neben der Grabstätte von Oskar Richter

Arthur Willibald Königsheim (* 18. März 1816 in Dresden; † 17. März 1886 in Blasewitz) war ein sächsischer Ministerialbeamter, der der Nachwelt insbesondere durch seine Verdienste um die Errichtung des Waldparks Blasewitz in Erinnerung geblieben ist.

## Leben
Durch Unterstützung von Verwandten genoss Königsheim eine gute Schulbildung. Mit 14 wurde er Schreiber eines Advokaten und blieb dies für zwei Jahre. Anschließend besuchte er von 1832 bis 1837 die Fürstenschule Grimma. Dort vorgebildet, studierte er daraufhin in Leipzig Rechtswissenschaften.
Nach juristischen Anstellungen in Radeberg und Zwickau war er von 1857 bis 1884 Beamter in Dresden, insbesondere Geheimer Regierungsrat im Sächsischen Innenministerium unter Friedrich Ferdinand von Beust und Hermann von Nostitz-Wallwitz.
Königsheim war ab 1844 mit Clara Graf verheiratet. Auf den Rat von Ärzten zog die Familie 1863 aufs Land, damit der dritte Sohn Johannes Alfons Eusebius dort genesen konnte. Zu diesem Zweck hatte Königsheim 1862 den Architekten Theodor Lehnert mit dem Bau einer Villa am Rande des Waldstücks Blasewitzer Tännicht im wenig besiedelten Dresdner Vorort Blasewitz beauftragt. Schon zu dieser Zeit kam ihm die Idee zur Schaffung einer Wohnkolonie mit einem Waldpark, die er bis zum Ende des Jahrzehnts so weit vorantrieb, dass 1868 ein Plan der Waldparkanlage veröffentlicht werden konnte und bereits 1872 alle angrenzenden Baugrundstücke verkauft waren.
Arthur Willibald Königsheim starb am 17. März 1886, dem Vortag seines siebzigsten Geburtstags, und wurde auf dem Tolkewitzer Johannisfriedhof beerdigt. Nach dem Tod des Vaters führte Johannes Alfons Eusebius Königsheim (1854–1928) dessen Bemühen um die Waldparkstiftung fort.
Die nordwestlich des Blasewitzer Waldparks gelegene Villa Königswald ist heute ein eingetragenes Kulturdenkmal. Seit 2003 erinnert eine Gedenktafel an ihren früheren Bewohner. Der nach ihm benannte Königsheimplatz liegt in der Nähe der südwestlichen Ecke des Waldparks zwischen Blasewitzer und Loschwitzer Straße und
am Parkeingang Vogesenweg/Waldparkstraße befindet sich der 1888 ihm zu Ehren errichtete und von Adolf Rehm entworfene Gedenkstein.

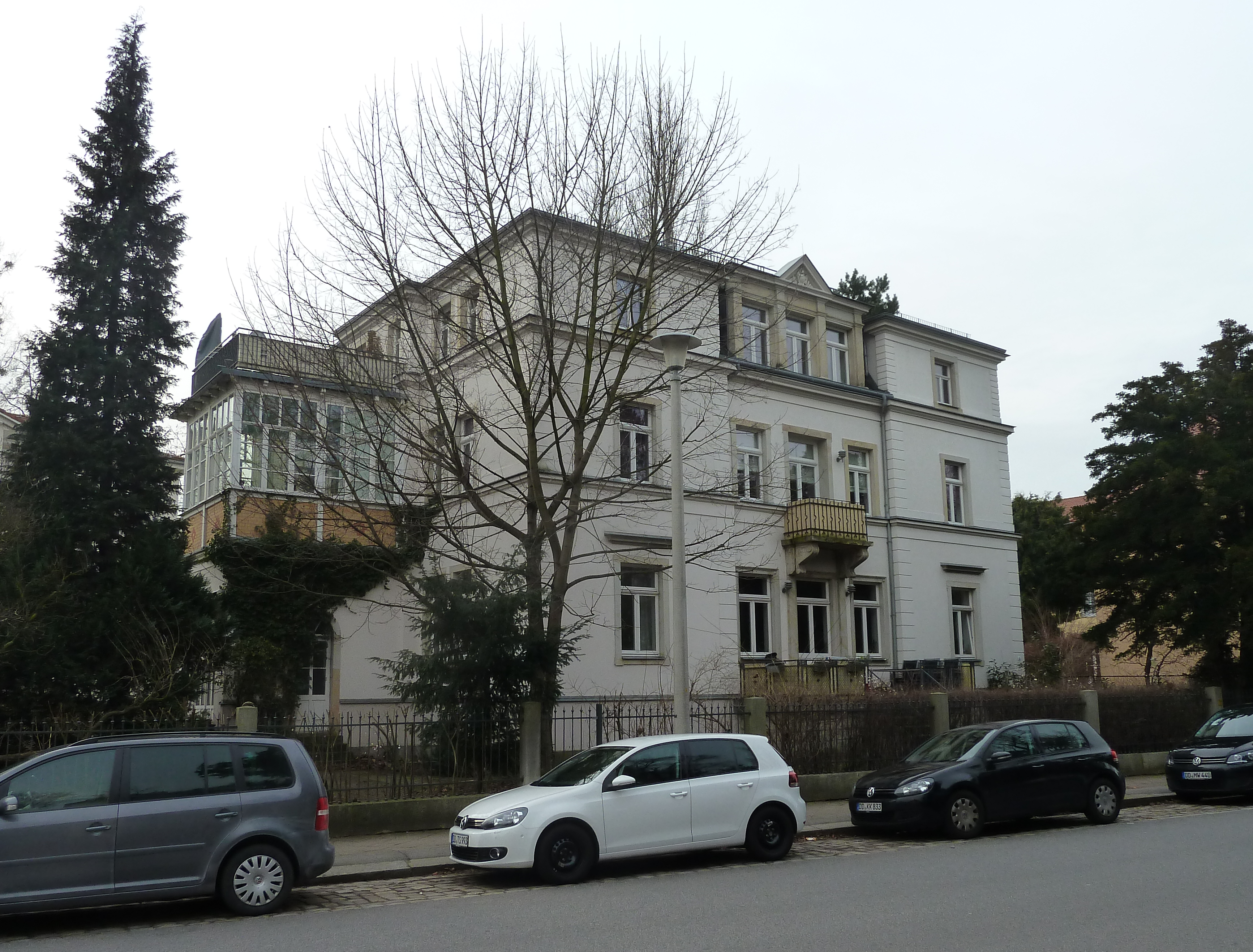
Villa Königswald (2012; Lage)
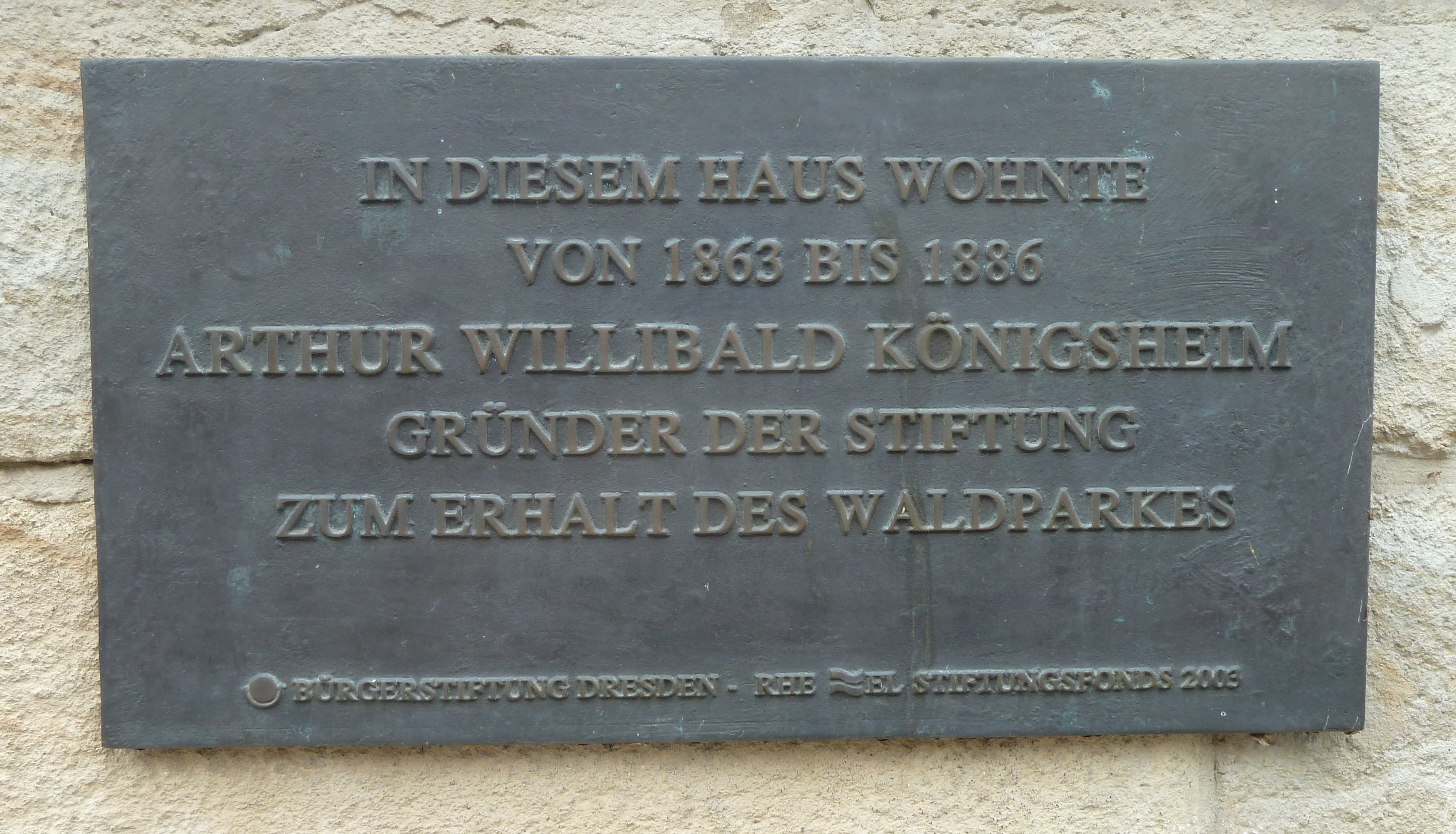
Vor der Villa Königswald angebrachte Gedenktafel
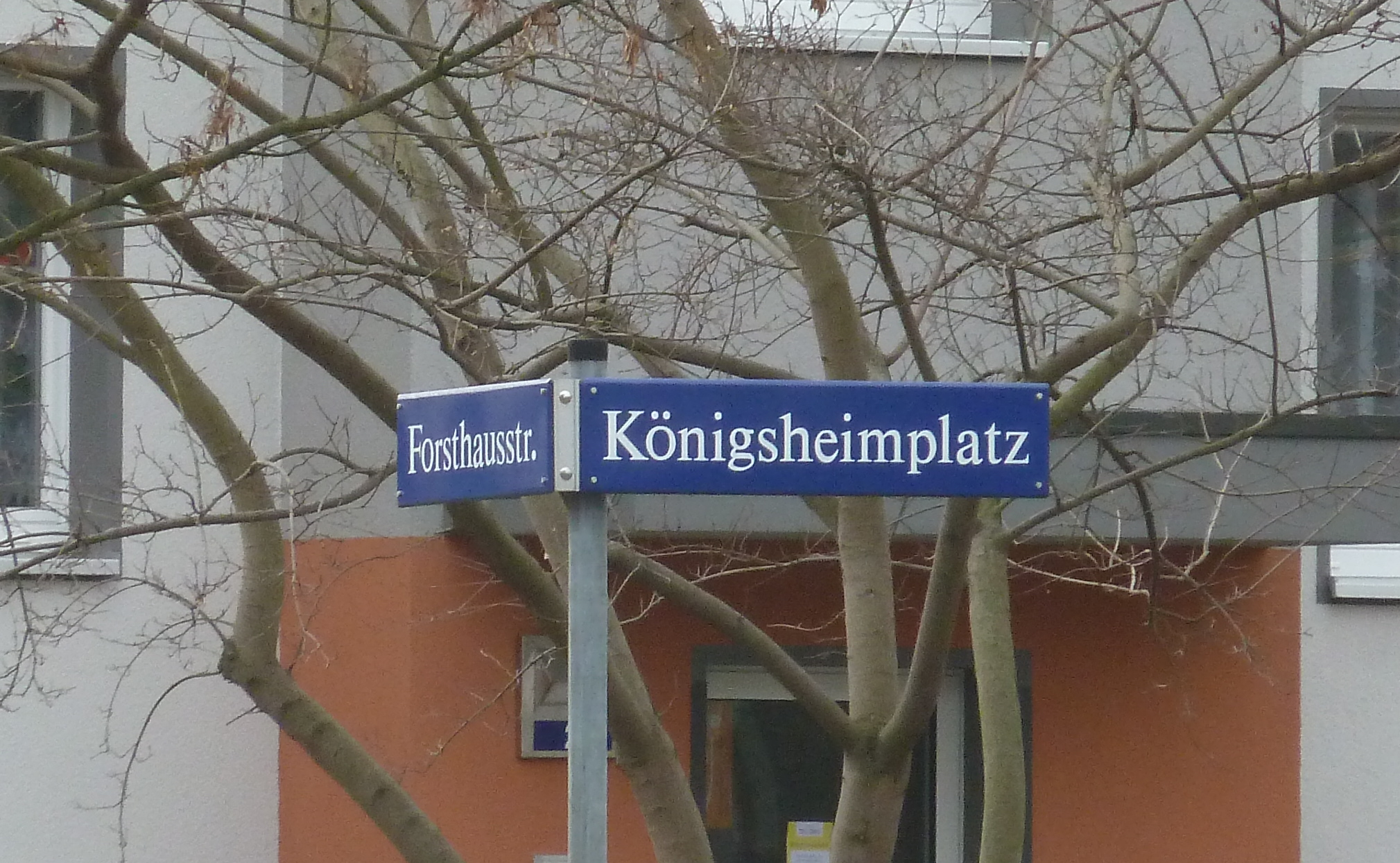
Straßenschild Königsheimplatz (Lage)
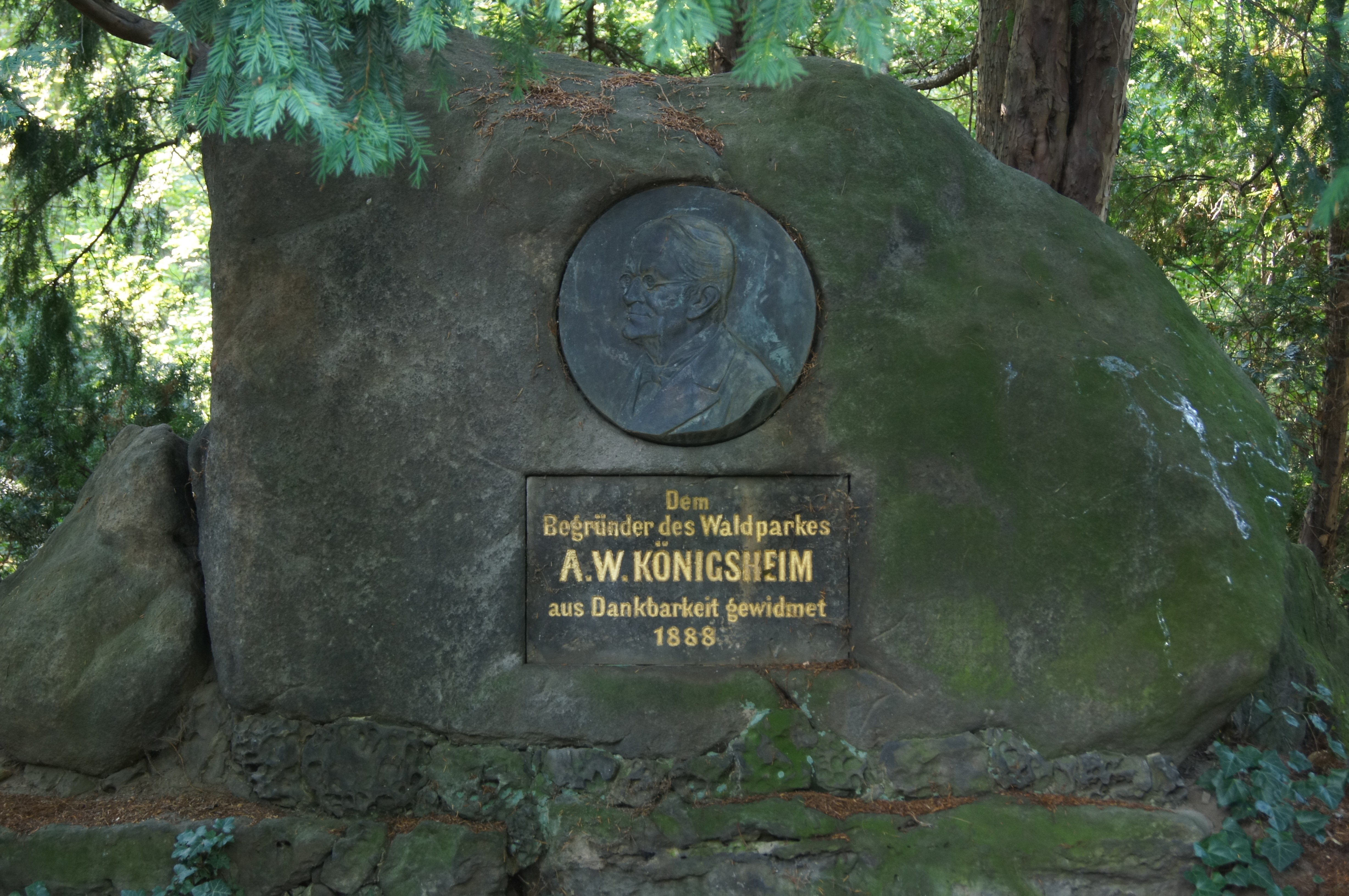
Gedenkstein im Waldpark (2012, Lage)

## Werke
- Das Königlich Sächsische Gewerbegesetz nebst den dazu gehörigen Ausführungs-Gesetzen und Verordnungen vom 15. October 1861. B. G. Teubner, Leipzig und Dresden 1861 (Digitalisat in der Google-Buchsuche).
- Denkschrift über das Hilfswerk im Plauenschen Grunde bei Dresden in Folge des Grubenunglücks am 2. Aug. 1869. I. C. Burdach, Dresden.
- Die Hundefrage vom Standpunkte der Parteien und der Polizei in Deutschlands größeren Staaten. Ein Reformvorschlag. Schönfeld, Dresden 1880.